# Ga Hải Vân
Ga Hải Vân là một nhà ga xe lửa tại phường Hoà Hiệp Bắc, quận Liên Chiểu, thành phố Đà Nẵng. Nhà ga là một điểm trên tuyến đường sắt Bắc Nam tiếp nối sau ga Hải Văn Bắc (thành phố Huế) và trước ga Hải Vân Nam. Lý trình ga: Km 766 + 790.